# Walter Gordon
Walter Gordon (13 d'agost, 1893 – 24 desembre, 1939) fou un físic teòric alemany.
Walter Gordon fou fill de l'empresari Arnold Gordon i la seva muller Bianca Gordon (nee Brann), traslladats a Suïssa en els primers anys de la seva vida. El 1900 va anar a l'escola a St. Gallen i el 1915 va començar els seus estudis de matemàtiques i física a la Universitat de Berlín. Va rebre el seu doctorat el 1921 de la mà de Max Planck. El 1922, encara a la Universitat de Berlín, Gordon va esdevenir ajudant de Max von Laue. El 1925, va treballar alguns mesos a Manchester amb William Lawrence Bragg i més tard, a la Societat Kàiser Wilhelm de química de fibra a Berlín. El 1926 es va traslladar a Hamburg, on va rebre l'habilitació per a dirigir tesis el 1929, i on el 1930 esdevingué catedràtic. Es va casar amb Gertrud Lobbenberg, d'Hamburg, el 1932. Es va traslladar a Estocolm el 1933 a causa de la situació política a Alemanya. En aquesta universitat va treballar en mecànica i física matemàtica.
El seu treball més conegut, amb Oskar Klein, va ser la proposta de l'equació de Klein-Gordon per a descriure partícules quàntiques escalars en el marc de la teoria de la relativitat.